# Saint-Jean-Trolimon
Saint-Jean-Trolimon è un comune francese di 1 028 abitanti situato nel dipartimento del Finistère nella regione della Bretagna.

## Società

### Evoluzione demografica
Abitanti censiti